# Pichincha (província)
Pichincha é uma província do Equador localizada na região geográfica de Sierra. Sua capital é a cidade de Quito. Possui este nome em função do vulcão Pichincha.

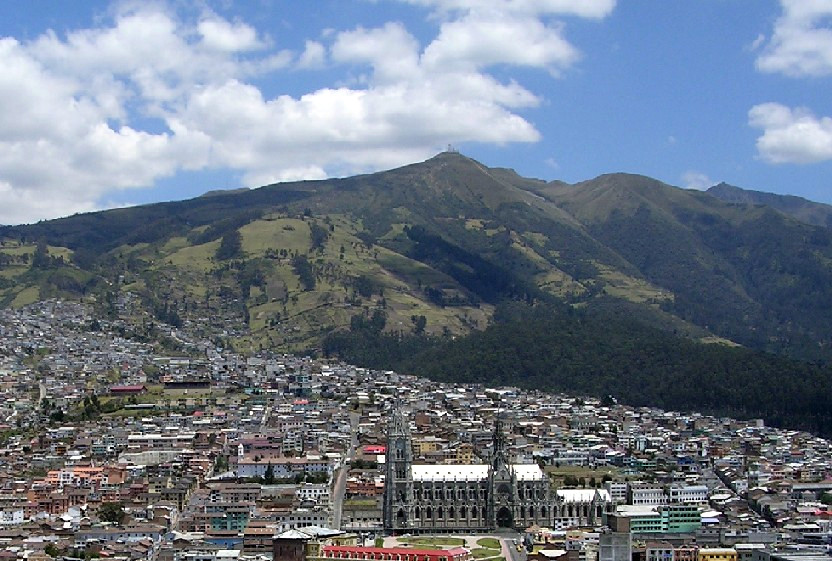
Monte Pichincha e a cidade de Quito

Pichincha faz divisa ao norte com a província de Imbabura, ao sul com a província de Cotopaxi, a noroeste com a província de Esmeraldas, a oeste com a província de Manabí, a sudoeste com a província de Los Ríos, a leste com a província de Napo e a nordeste com a província de Sucumbíos.

## Cantões
A província se divide em 9 cantões (capitais entre parênteses):
1. Cayambe (cantão) (Cayambe)
2. Mejía (Machachi)
3. Pedro Moncayo (Tabacundo)
4. Pedro Vicente Maldonado (Pedro Vicente Maldonado)
5. Puerto Quito (Puerto Quito)
6. Quito (Quito)
7. Rumiñahui (Sangolquí)
8. San Miguel de los Bancos (San Miguel de los Bancos)
9. Santo Domingo de los Colorados (Santo Domingo de los Colorados)